# Chance (Maryland)
Chance – jednostka osadnicza w Stanach Zjednoczonych, w stanie Maryland, w hrabstwie Somerset.